# 星斑底鱂
星斑底鱂為輻鰭魚綱鯉齒目鯉齒亞目底鱂科的其中一種，為溫帶淡水魚，分布於美國喬治亞州、阿拉巴馬州與田納西州東南方的查特扈奇河上游流域，體長可達18公分，棲息在溪流洄水處，生活習性不明。

## 擴展閱讀
維基物種上的相關：星斑底鱂